# 베이트하눈
베이트하눈(아랍어: بيت حانون)은 팔레스타인 가자 지구 북동쪽 끝에 있는 도시다. 팔레스타인 중앙 통계국에 따르면, 이 도시의 2017년 인구는 52,237명이었다. 현재 진행 중인 이스라엘-하마스 전쟁으로, 베이트하눈은 하마스 정부와 이스라엘 사이에서 군사적으로 분쟁이 있었다. 또한 이 도시는 완전히 인구가 감소했고, 거의 모든 구조물이 파괴되거나 극심한 피해로 인해 사용할 수 없게 되었다.